# Entraînement fractionné

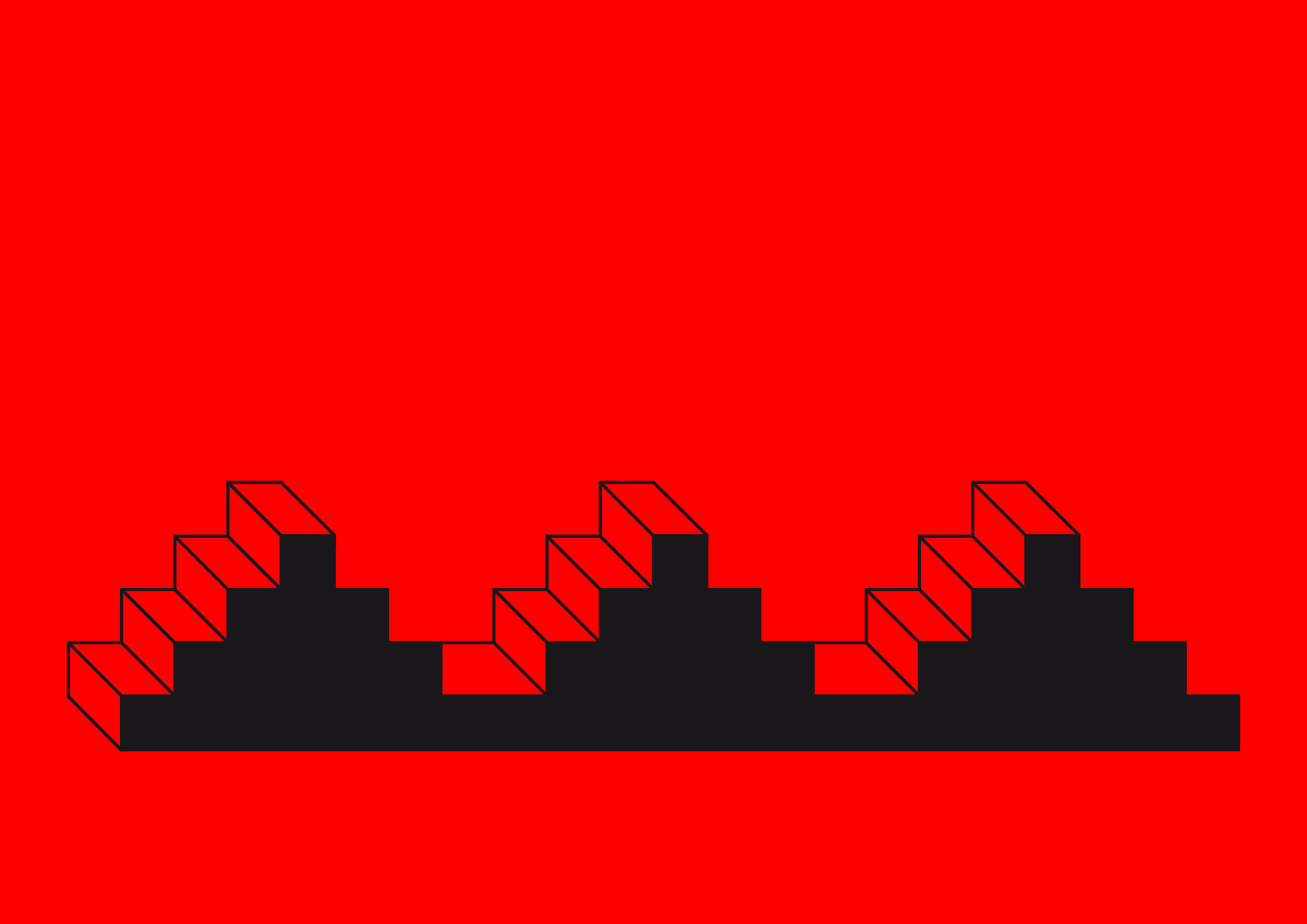
Représentation d'un entrainement fractionné : succession de phases de travail et de récupération

L'entraînement fractionné ou par intervalles ou intermittent ou par répétitions est une méthode d'entraînement sportif avec une séance décomposée en plusieurs cycles d'exercices comprenant une phase de travail suivie d'une phase de récupération. Un protocole d'entrainement fractionné se définit par l'intensité et la durée du travail, l'intensité et la durée des récupérations, le nombre de répétitions.
La méthode permet aux sportifs de travailler sur une durée plus réduite mais avec une intensité plus importante (comparé à une séance continue). L'entrainement fractionné à haute intensité permet l'amélioration significative des performances en endurance (course à pied) et des performances anaérobie. 
Cette méthode d'entraînement a été popularisée dans les années 1940 pour la course de demi-fond et de fond. D'autres sports d'endurance (cyclisme, aviron, natation, ski de fond…) ont ultérieurement adopté cette méthode. Les protocoles d'entraînement par cette méthode ont été perfectionnés de manière empirique durant plusieurs décennies, avant que des études scientifiques récentes confirment et expliquent leur efficacité.

## Historique
L'entraînement par intervalle est apparu progressivement dans les entraînements des athlètes, notamment finlandais, dès les années 1910. Mais il fut mis en exergue dans un premier temps par le suédois Gösta Holmer qui s'inspira des méthodes d'entraînement finlandaises dans les années 1930 pour créer un « jeu d'allures » appelé fartlek.
Dans les années 1940, les Allemands Woldemar Gerschler et Herbert Reindell publient la première étude scientifique sur le sujet. La fréquence cardiaque devient un paramètre de contrôle des efforts par intervalle.
Roger Bannister utilisa la méthode d'entraînement par intervalles afin d'être le premier à parcourir le mile en moins de 4 minutes en 1954. À la même période Emil Zátopek participa à populariser ce type d'entraînement.
Les physiologistes ayant observé une amélioration significative des performances pour un entraînement à des intensités proche de la VO2max (soit de la PMA ou VMA associée). La problématique a donc été pour les entraîneurs de permettre à leurs athlètes de s'entraîner le plus longtemps possible à un régime proche de VO2max durant une séance et ainsi augmenter le volume de travail à intensité élevée. En utilisant un entraînement par intervalles, les entraîneurs arrivent à faire travailler leurs athlètes à de hautes intensités (proches de la VO2max) pendant des durées bien supérieures, tout en générant des niveaux de fatigue bien inférieurs. Ceci s'explique par les phases de récupération entre les fractions, qui permettent de limiter la fatigue tout en gardant l'organisme à des niveaux de sollicitation élevés.

## En course de fond
En course à pied, les séances d'entraînement par intervalle les plus courantes sont :
- Le 30/30 : alternance de course à haut pourcentage de VMA pendant 30 secondes, puis 30 secondes de récupération. D'autres déclinaisons peuvent être faites pour des temps d'effort allant de 5 secondes à 180 secondes. Le temps de récupération peut aussi être modulé et fournir des combinaisons plus personnalisées de cet effort.

- La pyramide : alternance de course et de récupérations sur le même modèle, mais cette fois les durées changent au cœur de la séance, suivant une règle pyramidale. Par exemple :
  - 30 secondes de course / 30 secondes de récupération, puis
  - 45 secondes de course / 45 secondes de récupération, puis
  - 60 secondes de course / 60 secondes de récupération, puis
  - 90 secondes de course / 90 secondes de récupération, puis
  - 60 secondes de course / 60 secondes de récupération, puis
  - 45 secondes de course / 45 secondes de récupération, puis
  - 30 secondes de course / 30 secondes de récupération.

- Le fractionné long de type 5 fois 500 mètres, avec un temps de récupération d'une minute.

- Le fractionné en côte est utilisé à des fins de renforcement musculaire. Il présente l'avantage de proposer des efforts musculaires intenses tout en conservant une gestuelle très proche de celle de la compétition. Il est de plus en plus utilisé avec l'essor de la pratique du trail mais souvent en utilisant des intervalles plus longs tels que 5 fois 3 minutes.

## En sprint
L'entraînement par intervalle n'est pas réservé aux courses de fond. Ce type d'entraînement est aussi utilisé dans les disciplines de vitesse comme le sprint, à des intensités plus proches de la vitesse de compétition. Ces vitesses sont largement supérieures à la vitesse maximale aérobie prise en référence dans les entraînements de course de fond.
Les sprinteurs utilisent des séances de type :
- Développement de la vitesse maximale :
  - 3 × 20 m vite / 10 m relâché / 20 m vite

- Développement de l'endurance de vitesse (capacité à tenir une vitesse maximale longtemps)
  - 2 × 250 m (récupération 2 min entre les 2 séries)
  - 3 × (60 m + 150 m) (récupération 3 min entre les 2 sprints et 10 min entre les 3 séries)
  - 3 × (30 m + 40 m + 50 m + 40 m + 30 m) (récupération 20 s entre les sprints, 5 min entre les 3 séries)